# Rebecca Facey
Ruth Leonne Rebecca Facey, född 15 oktober 1973 i London, är en svensk soulartist, författare, debattör och skådespelare. Hon är engagerad i kampen mot kvinnovåld.
Facey har skrivit ett av kapitlen i den omtalade boken Fittstim. 2001 släppte hon albumet Brownchild. Facey hade en av huvudrollerna i filmen 9 millimeter (1997) där hon gjorde rollen som "Carmen".